# Житковичі (станція)
Жи́тковичі (біл. Жы́ткавічы) — проміжна залізнична станція Гомельського відділення Білоруської залізниці на неелектрифікованій лінії Гомель — Калинковичі — Лунинець — Жабинка. Розташована в однойменному місті Житковицького району Гомельської області.

## Історія
Станція відкрита 1886 року під час будівництва Поліської залізниці Гомель — Берестя через Житковичі, яке із станційного селища перетворилося у містом, районний центр. Перша пасажирська будівля була дерев'яною, до 1950-х років було знищено. 
У повоєнні роки перегін Житковичі — Бринево був одноколійним, а Житковичі — Мікашевичі — двоколійним до моста через річку Случ. 
У 1970-х роках — найбільше зростання станції, що було пов'язане зі зростанням у Житковичах будівництва ЖМЗ (прокладена 7-кілометрова під'їзна колія з колійним розвитком до заводу), елеватора (під'їзна колія), організації найбільшого у Гомельській області ліспромгоспу (під'їзна колія), пристроєм перевантажувальної станції з вузької колії Червоненської системи (перевантаження торфобрикетів Червоненської ТБЗ/під'їзна колія) та численними невеликими організаціям районного постачання. Важливим фактором розвитку станції був факт наявності стратегічних військових ракетних частин на захід від Житковичей (прокладена під'їзна колія з колійним розвитком). 
До початку 1990-х років через станцію побудований пішохідний міст. Наприкінці 1990-х років капітально відремонтований залізничний вокзал. 
2000 року демонтована друга колія перегону Житковичі — Мікашевичі. 2005 року демонтовано 7-кілометрову під'їзну колію з колійним розвитком до ЖМЗ. На станції діє два парки: Східний (з пасажирською будівлею та платформами) має 5 колій та Західний — має 8 колій. 
Нині станція Житковичі — найбільша лінійна станція на лінії Калинковичі — Лунинець за пасажиропотоком та друга — по вантажонавантаженням, після станції Ситниця.

## Пасажирське сполучення
Пасажирське сполучення зі станцією Житковичі здійснюється поїздами міжрегіональних ліній економкласу  Берестя — Гомель, Берестя — Полоцьк та регіональних ліній економкласу до станцій Калинковичі і Лунинець.